# ダイナマイト

ダイナマイトの構造
A. ニトログリセリンをしみ込ませたおがくず（その他の材料でも可）。
B. 爆発物を包む保護層。
C. 雷管。
D. 雷管のコード。

ダイナマイト（英: dynamite）は、ニトログリセリンを主剤とする爆薬の総称。アルフレッド・ノーベルが最初に発明したのはニトログリセリンを珪藻土にしみ込ませたもの。現代の日本においては、一般社団法人火薬学会の規格では6%をこえるニトロゲル（後述のゼリグナイト）を含有する爆薬の総称と規定されている。

## 歴史

### ダイナマイトの発明

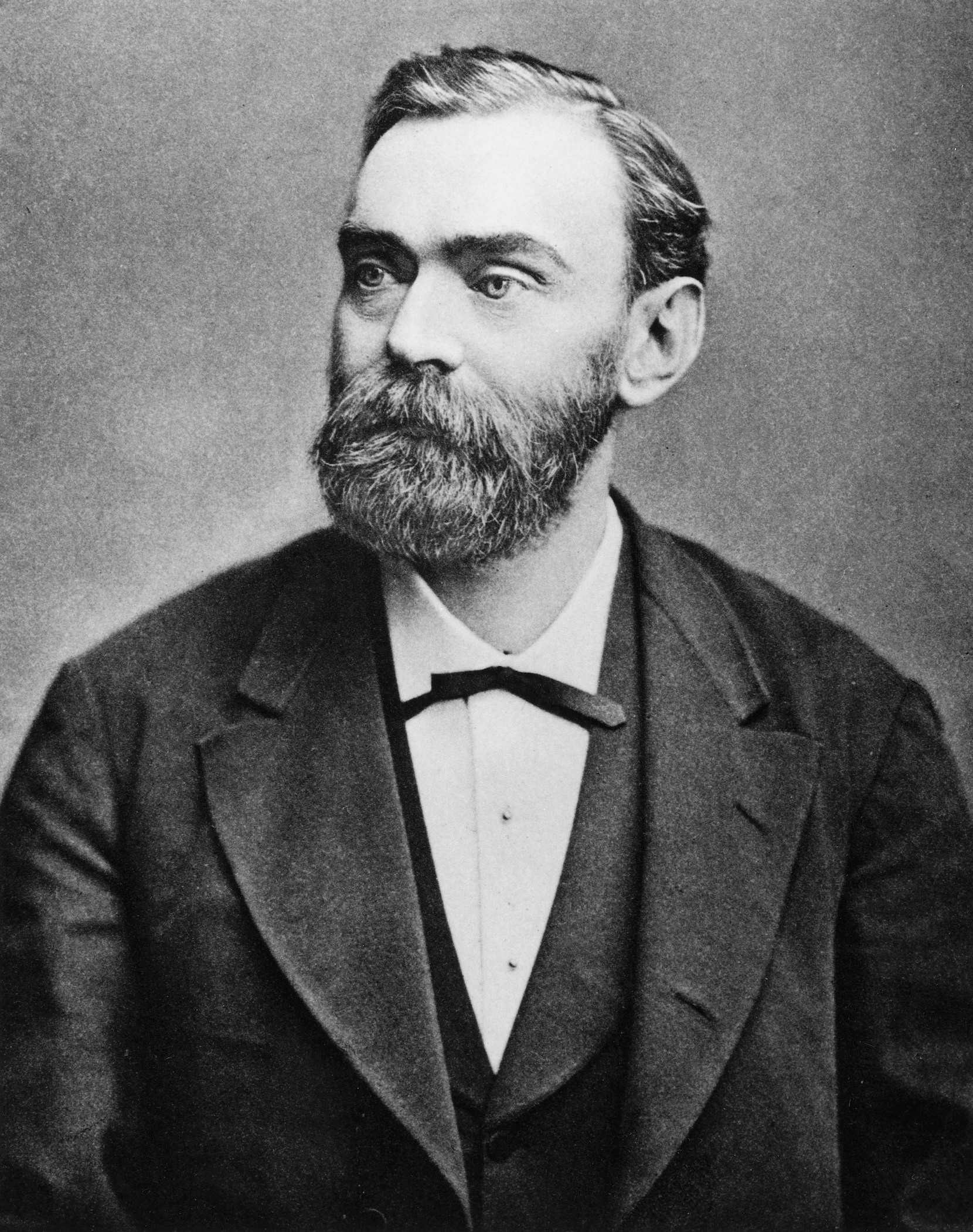
ノーベル

1846年に発見されたニトログリセリンは、鋭敏な爆発物で爆薬としての実用は困難であった。実用できる爆発物には、多少の衝撃に反応せず、経時劣化を起こしたり化学変化を起こしたりしない安定性が必要となる。
1866年にアルフレッド・ノーベルは、ニトログリセリンを珪藻土にしみ込ませ安全化し、さらに雷管を発明して爆発のコントロールに成功した。
1875年にはニトログリセリンと、同様に爆薬である低硝化綿薬（弱綿薬）を混合してゲル状とし、珪藻土を用いたときと同様に安定化するのに成功した。これはゼリグナイト（ブラスチングゼラチン）と呼ばれる発明品であり、不活性物質である珪藻土の使用をやめ、爆薬の威力を高めるものであった。
彼はこれらの製品を事業化し、多大な利益を得た。ダイナマイトという名前は「力」を意味するギリシア語δύναμις(dunamis)に由来する。

### 戦争目的であったのか？
ノーベルは本来は土木工事の安全性向上を目的としてダイナマイトを発明したのであり、それが戦争に用いられたのはその意志に反していたという風聞があるが、実際にはノーベルにとってダイナマイトが戦争目的で使われることは想定内であった。
むしろノーベルは、ダイナマイトのような破壊力の大きな兵器が使われることで、それが戦争抑止力として働くことを期待した。しかし実際は戦争の激化を招き、ノーベルの名は「死の商人」として世に知られる事となり、この事がノーベル賞設立の動機となった。

### 日本での導入

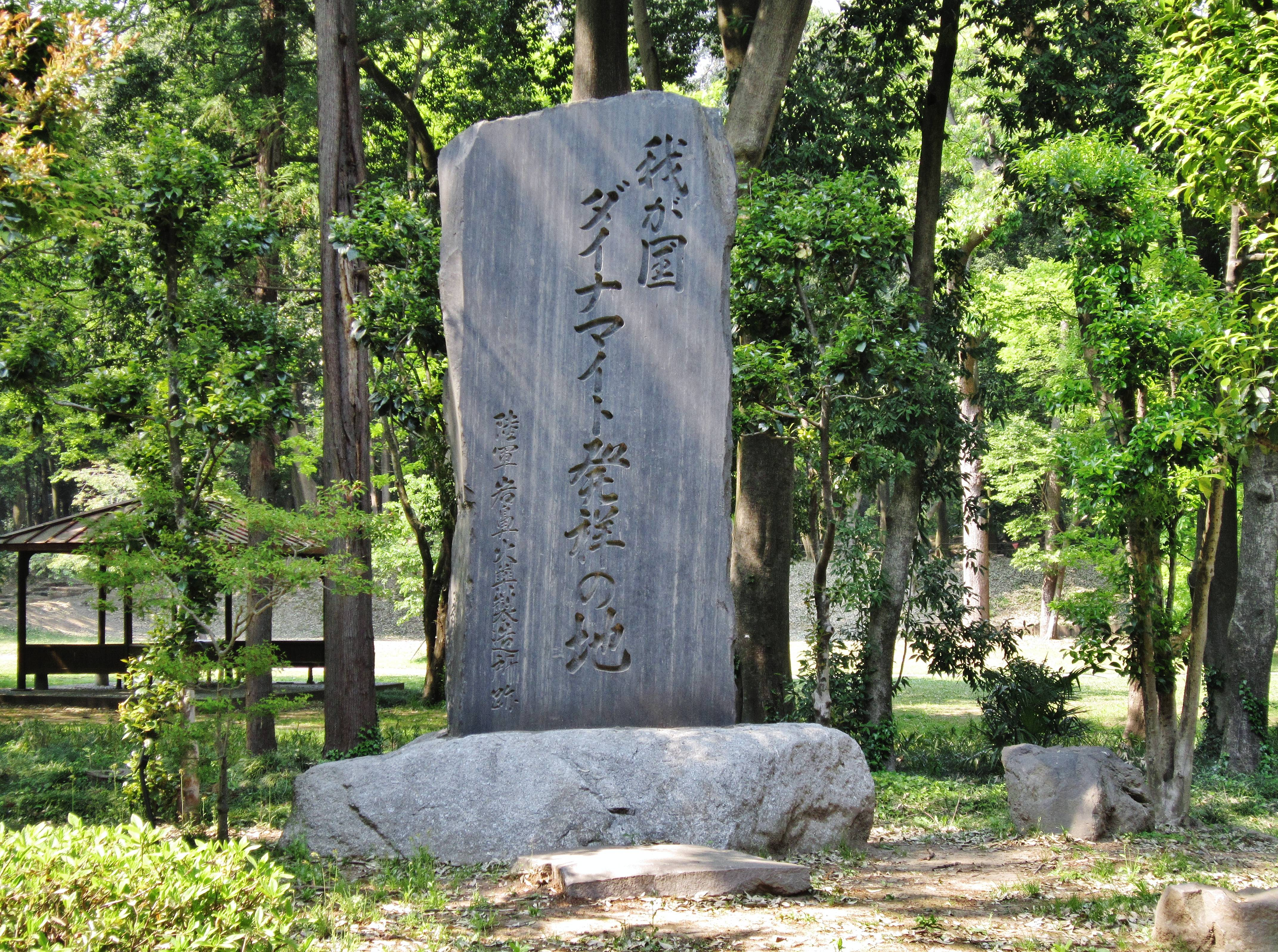
群馬の森（群馬県高崎市、岩鼻火薬製造所跡）に建つ国産ダイナマイト発祥の地の碑

日本では明治に入ると、外国から輸入され琵琶湖疏水の工事などで使用されていたが、当時は貴重な外貨を消費して輸入される貴重品であった。日露戦争では大量のダイナマイトが使用され、旅順攻囲戦における坑道戦にて、ロシア軍の東鶏冠山北堡塁を2,300kgものダイナマイトで吹き飛ばしたのが初めての本格的な使用である。
1906年（明治39年）から、東京砲兵工廠岩鼻火薬製造所（群馬県岩鼻村（現・高崎市岩鼻町））において国産ダイナマイトの製造が始まった。東京砲兵工廠岩鼻火薬製造所の跡地は現在では群馬の森になっており、「我が国ダイナマイト発祥の地」と刻まれた記念碑が建っている。

## 種別

### 珪藻土のダイナマイト
歴史的にノーベルが発明した最初のダイナマイトで、危険なニトログリセリンを珪藻土にしみ込ませて安全化した。珪藻土は不活性物質で、爆力には不利である。これは後にゼリグナイトに置き換えられ、珪藻土ダイナマイトは既に100年近く作られていない。

### ストレートダイナマイト
ニトログリセリンを硝酸ソーダと木粉等の活性吸収剤にしみ込ませたもので、綿薬を使用しない。ニトログリセリンの含有量を適宜変えて各種の威力のダイナマイトが作れる。研究用途であり、産業用には使用されない。

### 膠質ダイナマイトと粉状ダイナマイト
現在の産業用ダイナマイトはニトロゲルに各種酸化剤と燃料を混合したもので、ニトロゲルのパーセンテージが高いと膠質（ゲル状の固体）になり、低いと粉状になる。目的・用途により各種製造されている。
松ダイナマイト
ニトロゲル（ゼリグナイト）そのもののダイナマイト。ダイナマイトの中では最大の威力を誇る。研究試験用など特殊用途以外には使用されない。
桜ダイナマイト
膠質ダイナマイトのひとつ。ニトロゲルに酸素供給剤として硝酸カリウムまたは硝酸ナトリウムを混合して造る。今日では産業用用途には用いられていない。
桐ダイナマイト
膠質ダイナマイトのひとつ。ニトロゲルに酸素供給剤として硝酸アンモニウムを混合して造る。主力産業用ダイナマイトのひとつ。新桐、3号桐等がある。
榎ダイナマイト
膠質ダイナマイトのひとつ。桐ダイナマイトを改良したもので、酸素供給剤として硝酸アンモニウムの他に硝酸カリウムまたは硝酸ナトリウムを混合し、爆発後に残るガス（後ガス）を改善したもの。坑内用にも使用できる。2号榎が一般的である。
梅ダイナマイト
膠質ダイナマイトのひとつ。桐ダイナマイトに減熱消炎剤（食塩など）を加え、炭坑内でメタンガスや炭塵に着火しないようにした検定爆薬。炭坑掘進用の主力ダイナマイトであったが、炭坑の衰微にともない、使用量は激減した。
桂ダイナマイト
硝酸アンモンを酸化剤とする粉状ダイナマイト。非検定爆薬。
硝安ダイナマイト
粉状ダイナマイト。硝酸アンモンを酸化剤とし、減熱消炎剤を加えた炭坑坑内用主力ダイナマイト。検定爆薬。現在の使用量はわずかである。

### 備考
桐、榎、梅などには製造会社や配合の小変化に伴い白、新などの語を付け加えることが多い。
産業用ダイナマイトの多くは直径32または25 mmの円柱状に成型し、薬包紙で包み、溶融パラフィンに浸漬して外側に耐水、耐湿の皮膜をつくり保護する。粉状ダイナマイトは薬包紙筒かポリエチレン袋に充填包装する。
近来はニトログリセリンの一部がニトログリコールで置き換えられている。かつてニトログリコールは不凍ダイナマイトに少量使用されるのみであったが、石油化学技術の発達により原料となるエチレングリコールが天然油脂の加水分解で作るグリセリンよりも安価に製造できるようになったため、ニトログリコールの使用量が増した。
ダイナマイトよりも安全かつ安価な含水爆薬やアンホ爆薬への置き換えが進み、またダイナマイト並みの威力を持った代替品も開発されたため、日本の各メーカーでの廃品種化も進みつつある。

## ダイナマイトに関連した主な事件・事故
- 1955年 - 秋葉ダム・ダイナマイト爆発事故